# Dolnja Briga
Dolnja Briga je naselje v občini Kočevje.